# Conasprella coromandelica
Conasprella coromandelica é uma espécie de gastrópode do gênero Conasprella, pertencente a família Conidae.